# Teoría de la autocategorización

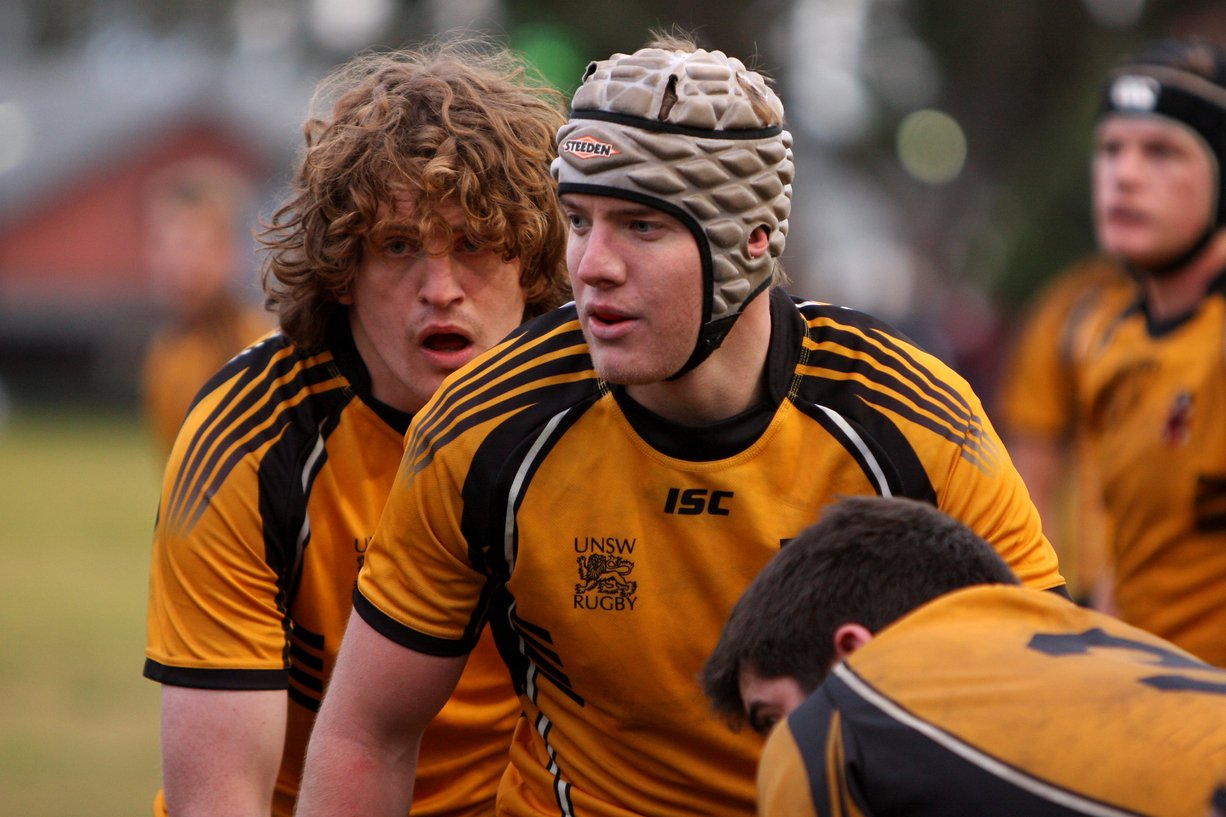
La clara estructura intergrupal de los deportes de equipo significa que tales contextos a menudo se utilizan para ilustrar los procesos de teoría de la autocategorización.

La teoría de la autocategorización es una teoría de psicología social que describe las circunstancias bajo las cuales una persona percibirá grupos de personas (incluidos ellos mismos) como un grupo, así como las consecuencias de percibir a las personas en términos grupales. Aunque la teoría a menudo se presenta como una explicación de la formación de grupos psicológicos (que fue uno de sus primeros objetivos), se la considera con mayor precisión como un análisis general del funcionamiento de los procesos de categorización en la percepción e interacción social que habla de cuestiones de identidad individual tanto como de los fenómenos grupales.

## Ámbitos
Fue desarrollada por John Turner y sus colegas, y junto con la teoría de la identidad social es una parte constitutiva del enfoque de identidad social. Fue desarrollada en parte para abordar las preguntas que surgieron en respuesta a la teoría de la identidad social sobre los fundamentos mecanicistas de la identificación social.
La teoría de la autocategorización ha influido en el campo académico de la psicología social y más allá. Primero se aplicó a los temas de influencia social, cohesión grupal, polarización grupal y acción colectiva. En los años siguientes, la teoría, a menudo como parte del enfoque de identidad social, se ha aplicado a otros temas como el liderazgo, la personalidad, la homogeneidad del grupo externo y el poder. Un principio de la teoría es que el yo no debe considerarse como un aspecto fundamental de la cognición, sino que debe verse como un producto del sistema cognitivo en el trabajo.

## Niveles de abstracción de la teoría
Inspirándose en la psicología cognitiva, la teoría de la autocategorización supone que el yo puede clasificarse en varios niveles de abstracción. En otras palabras, los humanos pueden categorizar al yo como un "yo" singular (identidad personal) o como un "nosotros" (identidad social) más inclusivo. En el último caso, el yo se agrupa cognitivamente como idéntico e intercambiable con otros dentro de esa categoría. Se argumenta que es esta variación en la autocategorización la que sustenta muchos fenómenos intergrupales, incluidos los descritos en la teoría de la identidad social.
Para demostrar la noción de diferentes niveles de abstracción e inclusión, a menudo se dan tres tipos de categoría propia como ejemplos. El nivel más bajo de abstracción se da como un yo personal, donde el yo perceptor lo categoriza como "yo". Un nivel más alto de abstracción corresponde a un yo social, donde el yo perceptor clasifica como "nosotros" en comparación con un grupo externo destacado (ellos). Los humanos representamos un nivel más alto de abstracción, donde el grupo externo más destacado son los animales u otros no humanos.  
Una idea errónea común es que estas tres categorías representan las categorías propias que usan los humanos. En cambio, la teoría postula que hay innumerables autocategorías que un perceptor puede usar, y en particular que hay una miríada de diferentes identidades personales y sociales que un perceptor puede invocar en su vida cotidiana. La idea errónea también puede atribuirse a la posición temprana de Turner, donde se contrastaba una identidad social singular con una identidad personal singular. Sin embargo, esto es anterior a la declaración formal de la teoría de la autocategorización. 

### Acentuación
En la teoría de la autocategorización, la categorización de las personas no implica simplemente la redescripción de características y categorías presentes en los estímulos sociales. Por el contrario, las categorías sociales más destacadas forman la base de un mundo social enriquecido con significados. Esto se logra a través de un proceso de acentuación no consciente, donde las diferencias entre las categorías sociales se acentúan junto con las similitudes dentro de las categorías sociales. El aumento resultante del contenido social permite al perceptor interactuar con otros con mayor confianza y facilidad.   

## Despersonalización y auto estereotipos

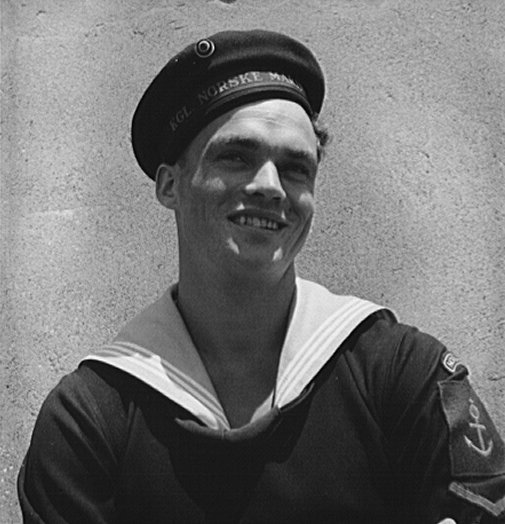
Un estereotipo: marinero

Según la teoría de la autocategorización, la despersonalización describe un proceso de auto-estereotipado. Aquí es donde, en condiciones de notoriedad de categoría social y acentuación consecuente, "las personas se ven a sí mismas más como ejemplos intercambiables de una categoría social que como personalidades únicas definidas por sus diferencias con los demás". En estas condiciones, un perceptor basa directamente su comportamiento y creencias en las normas, objetivos y necesidades de un grupo destacado.
Por ejemplo, si la autocategoría destacada de una persona se convierte en 'oficial del ejército', entonces es más probable que esa persona actúe en términos de las normas asociadas con esa categoría (por ejemplo, usar un uniforme, seguir órdenes y desconfiar de un enemigo) y es menos probable que actúe en términos de otras posibles autocategorías. Aquí se puede decir que la persona acentúa las similitudes entre ella y otros miembros de la categoría de «oficiales del ejército». 
Turner y sus colegas enfatizan que la despersonalización no es una pérdida de uno mismo, sino más bien una redefinición del yo en términos de membresía grupal. Un yo despersonalizado, o una identidad social, es tan válido y significativo como un yo personalizado o identidad personal. La pérdida de uno mismo se refiere a veces al uso del término alternativo de desindividuación. Además, aunque el término despersonalización se ha utilizado en psicología clínica para describir un tipo de experiencia desordenada, esto es completamente diferente de la despersonalización en el sentido que pretenden los autores de la teoría de la autocategorización. 
El concepto de despersonalización es crítico para una variedad de fenómenos grupales que incluyen la influencia social, los estereotipos sociales, la cohesión dentro del grupo, el etnocentrismo, la cooperación intragrupal, el altruismo, la empatía emocional y la aparición de normas sociales.

## Determinantes de la categorización

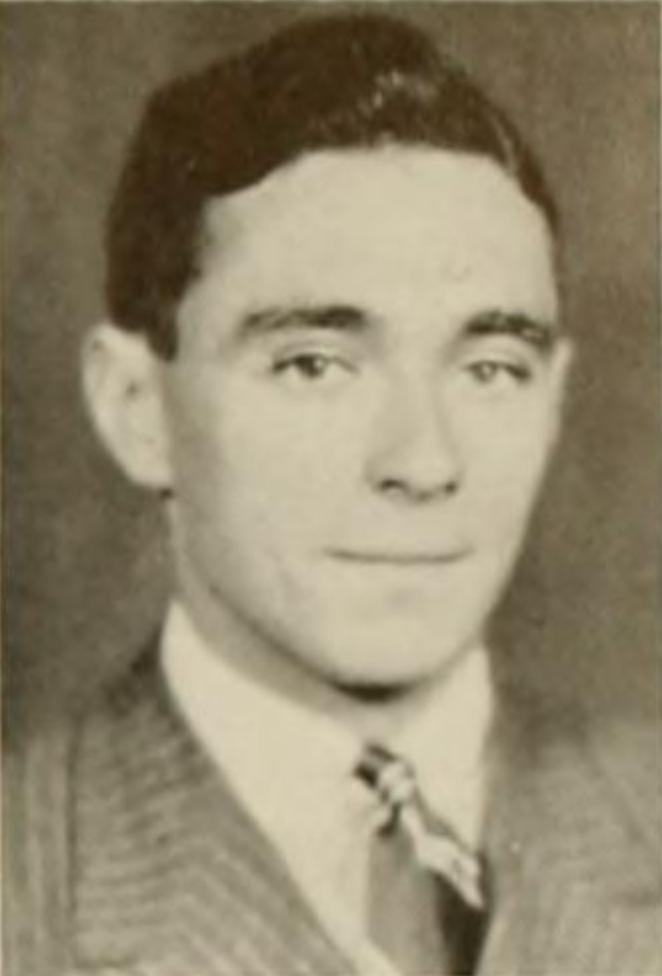
Jerome Bruner 1936

En la teoría de la autocategorización, la formación y el uso de una categoría social en un determinado contexto se predicen mediante una interacción entre la disposición del perceptor y el ajuste de la categoría-estímulo. Este último se divide en ajuste comparativo y ajuste normativo . Esta interacción predictiva estuvo fuertemente influenciada por la accesibilidad y la fórmula de ajuste de Bruner. Una categoría social que se usa en el presente se denomina categoría social destacada, y en el caso de una categoría propia se denomina identidad social destacada. Esta última no debe confundirse con el nivel de identificación, que es un componente de la preparación del perceptor.

### Perceptor predispuesto
La disposición del perceptor, que Turner describió por primera vez como accesibilidad relativa, "refleja las experiencias pasadas, las expectativas presentes y los motivos, valores, objetivos y necesidades actuales de una persona". Son los aspectos relevantes de la cognición que el perceptor posee. Por ejemplo, un perceptor que categoriza con frecuencia en función de la nacionalidad (por ejemplo, «nosotros los mexicanos») es, debido a esa experiencia pasada, más probable que formule una categoría propia en condiciones nuevas. En consecuencia, la identificación social, o el grado en que se valora al grupo y se involucra a sí mismo, puede considerarse como un factor importante que afecta la disposición de una persona para usar una categoría social particular.

### Ajuste comparativo
El ajuste comparativo está determinado por el principio del metacontraste, que establece que las personas tienen más probabilidades de creer que una colección de estímulos representa una entidad en la medida en que las diferencias entre esos estímulos son menores que las diferencias entre esa colección de estímulos y otros estímulos. Para predecir si un grupo clasificará a un individuo como un miembro del grupo interno o externo, el principio de metacontraste puede definirse como la relación de la similitud promedio del individuo con los miembros del grupo externo sobre la similitud promedio del individuo con los miembros del grupo interno. La relación de metacontraste depende del contexto o marco de referencia en el que se produce el proceso de categorización. Es decir, la relación es una comparación basada en los estímulos cognitivamente presentes. Por ejemplo, si el marco de referencia se reduce de manera tal que los miembros potenciales del grupo externo ya no estén cognitivamente presentes, los miembros del grupo consideran que el individuo es menos similar al grupo y es menos probable que clasifiquen a ese individuo como perteneciente a ese grupo. 

### Ajuste normativo
El ajuste normativo es la medida en que el comportamiento percibido o los atributos de un individuo o una colección de individuos se ajusta a las expectativas basadas en el conocimiento del perceptor. Por lo tanto, el ajuste normativo se evalúa con referencia al componente de preparación del perceptor del proceso de categorización. Como ejemplo del papel del ajuste normativo en la categorización, aunque una colección de individuos puede clasificarse sobre la base del ajuste comparativo, solo se etiquetan utilizando la categoría social específica de "estudiantes de ciencias" si se perciben como muy trabajadores. Es decir, si se ajustan al contenido normativo de esa categoría. 

## Autocategorización fluida
Los teóricos de la autocategorización postulan que "la autocategorización es comparativa, inherentemente variable, fluida y dependiente del contexto". Rechazan la noción de que los conceptos de uno mismo sean estructuras invariables almacenadas que existen listas para su aplicación. Cuando se observa estabilidad en la autopercepción, esto no se atribuye a las categorías estables almacenadas, sino a la estabilidad tanto en el perceptor como en el contexto social en el que se encuentra el perceptor.  Esta variabilidad es sistemática y ocurre en respuesta al contexto cambiante en el que se encuentra el perceptor. Como ejemplo, la categoría de psicólogos se puede percibir de manera bastante diferente si se compara con los físicos o en comparación con los artistas (ya que se percibe a los psicólogos como científicos). En la teoría de la autocategorización, los cambios contextuales en la categoría social sobresaliente a veces se denominan prototipicidad cambiante. 
Aunque la teoría acepta que el comportamiento de categorización anterior impacta la percepción actual (es decir, como parte de la preparación del perceptor), la teoría de la autocategorización tiene ventajas clave sobre las descripciones de categorización social donde las categorías son estructuras cognitivas rígidas e invariantes que se almacenan en aislamiento comparativo antes de la aplicación. Una ventaja es que esta perspectiva elimina la inverosimilitud de almacenar suficiente información categórica para dar cuenta de toda la categorización matizada que los humanos usan a diario. Otra ventaja es que alinea la cognición social con un enfoque conexionista de la cognición. El enfoque conexionista es un modelo de cognición neurológicamente plausible donde las unidades semánticas no se almacenan, sino que se forma información semántica como consecuencia de la activación de un patrón de red (tanto actual como anterior).

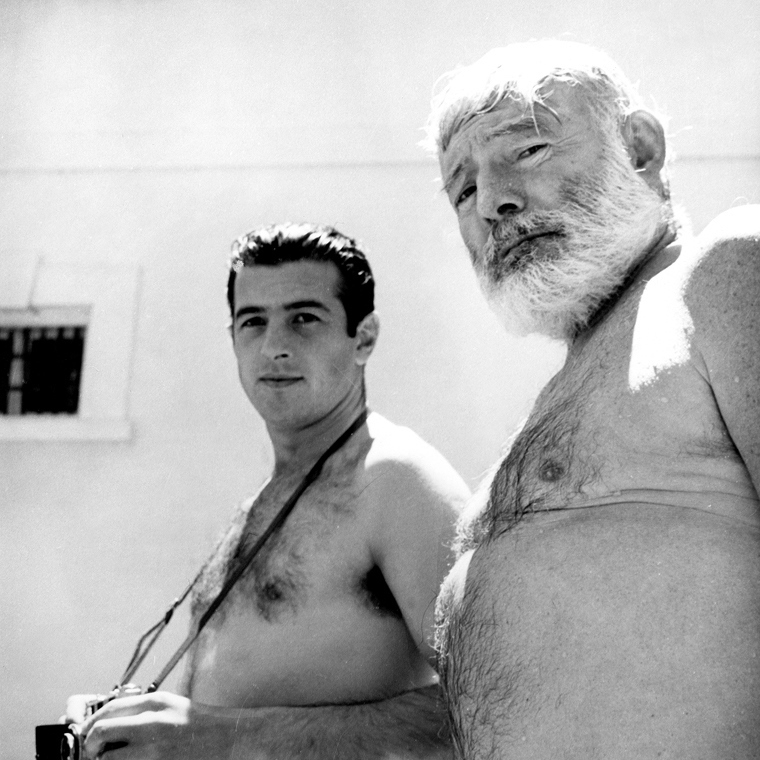
Antonio Ordóñez y Ernest Hemingway, Málaga, 1959

## Prototipicidad
En psicología social, un prototipo de categoría puede considerarse como un «ejemplo representativo» de una categoría. La teoría de la autocategorización predice que lo que es prototípico de una categoría que depende del contexto en el que se encuentra la categoría. Más específicamente, cuando cambia el contexto comparativo (es decir, los estímulos psicológicamente disponibles cambian) tiene implicaciones sobre cómo se percibe la categoría de uno mismo y la naturaleza de la despersonalización posterior. La teoría de la autocategorización predice que los individuos adoptan las características de una autocategoría sobresaliente (auto estereotipos), y el contenido de la categoría que adoptan depende del contexto comparativo actual. 
El grado de prototipicidad de un individuo también varía en relación con los cambios en el contexto comparativo, y la teoría de la autocategorización espera que esto tenga implicaciones directas para el fenómeno interpersonal. Específicamente, la prototípicidad juega un papel importante en el enfoque de identidad social para el liderazgo, influencia y atracción interpersonal. Por ejemplo, en la atracción interpersonal, la teoría de la autocategorización establece que "uno mismo y los demás son evaluados positivamente en la medida en que se perciben como prototípicos (representativos, ejemplares, etc.)".
Los niveles de prototipicidad individual pueden medirse utilizando el principio de metacontraste, y de hecho es para este propósito que la relación de metacontraste se usa con más frecuencia. Además, aunque la prototípicidad se discute con mayor frecuencia en relación con la percepción de los individuos dentro de un grupo, los grupos también pueden evaluarse en términos de cuán prototípicos son de una categoría superior.

## Trascendencia

### Influencia social
La teoría de la autocategorización proporciona una descripción de la influencia social. Esto se conoce como la teoría de la influencia informativa referente.    Según la teoría de la autocategorización, a medida que las identidades sociales se vuelven sobresalientes, y se produce la despersonalización y el auto estereotipo, las personas adoptan las normas, creencias y comportamientos de los miembros del grupo. También se distancian de las normas, creencias y comportamientos de los miembros de grupos alternativos. Cuando alguien observa una diferencia entre ellos y un miembro del grupo, esa persona experimentará incertidumbre subjetiva. Esa incertidumbre se puede resolver ya sea a) recategorizando a las personas o la situación para reflejar esas diferencias percibidas, o b) participando en un proceso de influencia social mediante el cual una persona realiza cambios para ser más similar a la otra. Se predice que la persona que adopta las opiniones o comportamientos de la otra (es decir, quién influye en quién) es la persona más prototípica del grupo interno. En otras palabras, la persona que ejemplifica más las normas, valores y comportamientos del grupo interno. La explicación de la teoría de la autocategorización de la influencia social ha recibido una gran cantidad de apoyo empírico.
La explicación de la teoría de la autocategorización de la influencia social difiere de otros enfoques psicológicos sociales de la influencia social. Rechaza la distinción tradicional entre influencia informativa e influencia normativa, donde la influencia informativa implica la evaluación de la información social basada en su mérito y la influencia normativa implica el cumplimiento público de las expectativas de miembros del grupo. Para la teoría de la autocategorización, la información social no tiene mérito independiente de la autocategorización. En cambio, la información se percibe como válida en la medida en que se percibe como una creencia normativa del grupo interno.  
La influencia normativa, por otro lado, no se considera normativa en absoluto. Más bien, es el cumplimiento basado en la influencia contranormativa las expectativas de los miembros del grupo psicológico externo. De manera similar, la teoría de la autocategorización también desafía la distinción entre la prueba de realidad objetiva y la prueba de realidad social (por ejemplo, el modelo de probabilidad de elaboración). Argumenta que no existe una prueba de realidad objetiva aislada de la prueba de realidad social. Los datos sensoriales siempre se interpretan con respecto a las creencias e ideas del perceptor, que a su vez están vinculadas a la pertenencia a grupos psicológicos de ese perceptor. 

### Homogeneidad fuera del grupo
La homogeneidad del grupo externo se puede definir como ver a los miembros del grupo externo como más homogéneos que los miembros del grupo interno. La autocategorización explica el efecto de homogeneidad del grupo externo en función de la motivación del perceptor y el contexto comparativo resultante, que es una descripción de los estímulos psicológicamente disponibles en cualquier momento. La teoría argumenta que al percibir un grupo externo, los estímulos psicológicamente disponibles incluyen tanto miembros del grupo interno como externos. En estas condiciones, es más probable que el perceptor clasifique de acuerdo con las membresías dentro y fuera del grupo y, en consecuencia, está naturalmente motivado para acentuar las diferencias entre grupos y las similitudes intragrupales. Por el contrario, al percibir un grupo interno, los miembros del grupo externo pueden no estar psicológicamente disponibles. En tales circunstancias, no existe una categorización de grupo dentro de grupo y, por lo tanto, no hay acentuación.  
De acuerdo con esta explicación, se ha demostrado que, en un contexto intergrupal, tanto el grupo interno como el externo se perciben como más homogéneos, mientras que cuando se juzga de forma aislada, el grupo interno se percibe como relativamente heterogéneo. Esto también es congruente con la despersonalización, donde bajo ciertas circunstancias los perceptores pueden verse a sí mismos como miembros intercambiables del grupo interno. La teoría de la autocategorización elimina la necesidad de proponer mecanismos de procesamiento diferentes para los grupos de entrada y salida, así como para dar cuenta de los hallazgos de homogeneidad del grupo externo en el paradigma de grupo mínimo.

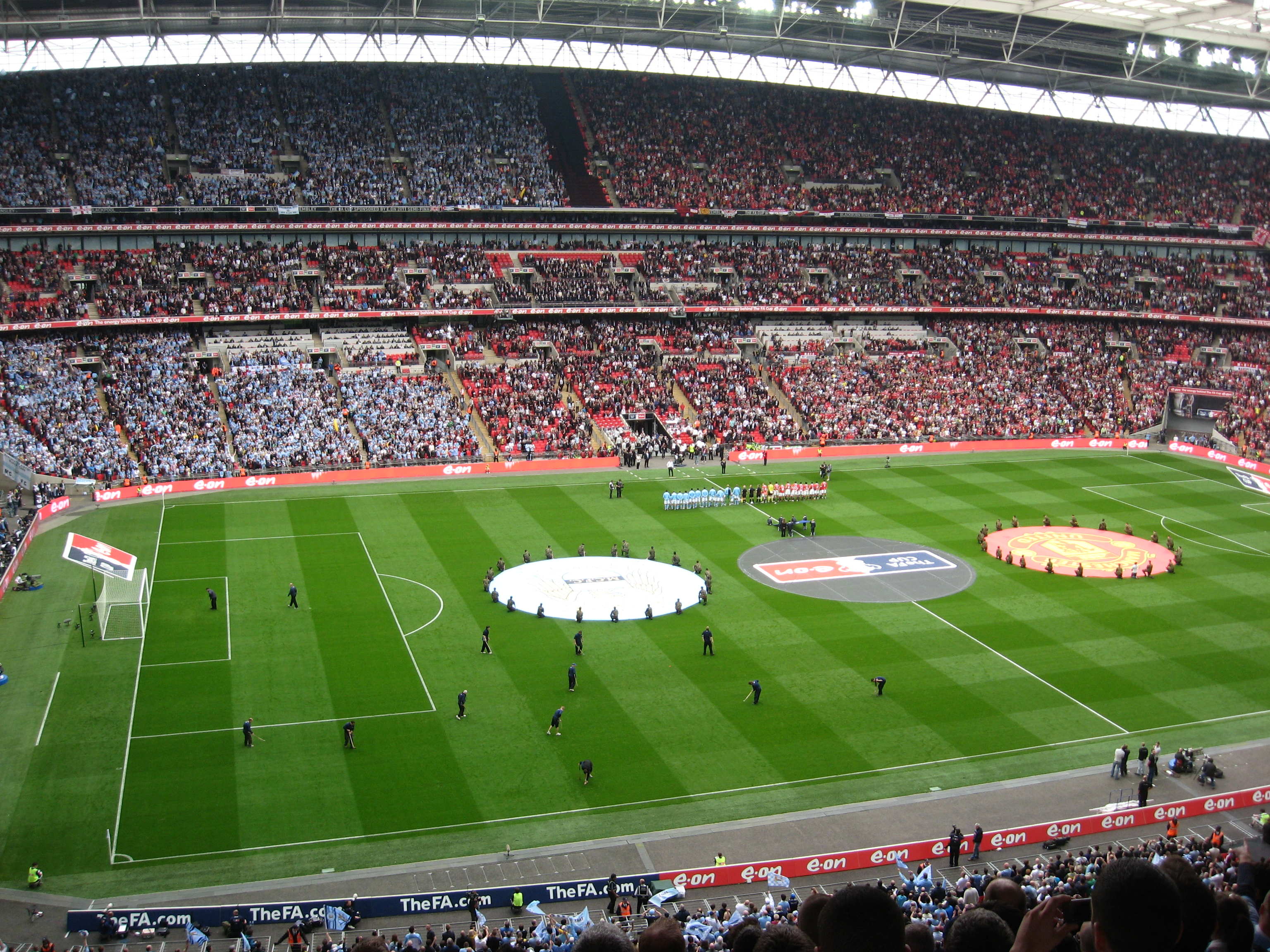
Derbi entre los equipos de fútbol de Manchester

## Controversias

### Debate metateórico
El enfoque de identidad social rechaza explícitamente la metateoría de la investigación que considera el procesamiento limitado de la información como la causa de los estereotipos sociales. Específicamente, donde otros investigadores adoptan la posición de que los estereotipos son peores que otras técnicas de procesamiento de información (por ejemplo, la individualización), los teóricos de la identidad social argumentan que en muchos contextos una perspectiva estereotipada es completamente apropiada. Además, se argumenta que, en muchos contextos intergrupales, adoptar una visión individualista sería decididamente desadaptativo y demostraría ignorancia de importantes realidades sociales.

### Jerarquías de categorías

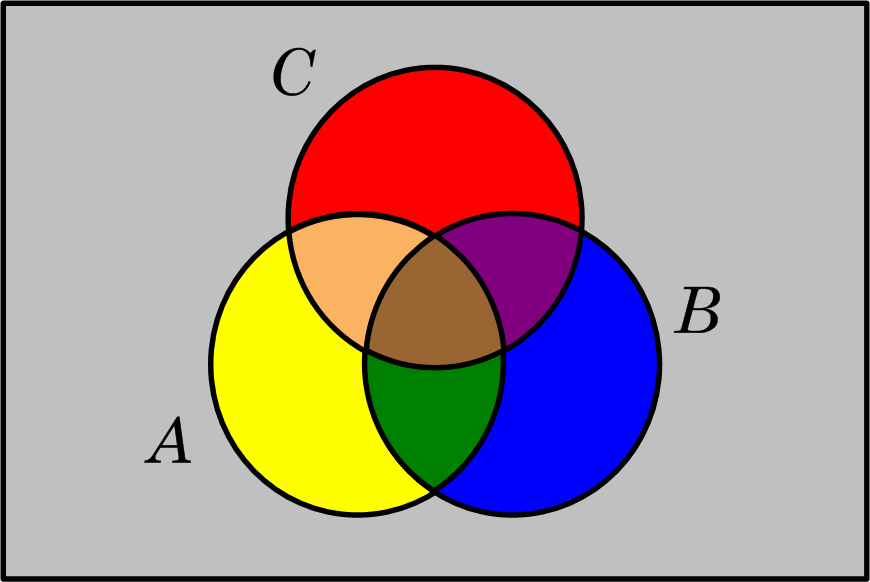
Diagrama de Venn - 3 conjuntos, 7 clases

La teoría de la autocategorización enfatiza el papel de las jerarquías de categorías en la percepción social. Es decir, al igual que una taxonomía biológica, los grupos sociales en niveles más bajos de abstracción se incluyen dentro de los grupos sociales en niveles más altos de abstracción. Un ejemplo útil proviene del mundo de los deportes de equipo, donde un grupo social particular, como los fanáticos del Manchester United, puede ser un grupo integrado para un perceptor que se puede comparar con un grupo externo relevante (por ejemplo, fanáticos del Liverpool). Sin embargo, en un nivel más alto de abstracción, ambos grupos sociales pueden incluirse en la categoría singular de fanáticos del fútbol. Esto se conoce como una categoría superior y, en este contexto, los fanáticos del Liverpool que alguna vez fueron considerados miembros del grupo externo ahora se consideran miembros del grupo interno. En cambio, el nuevo grupo externo destacado podría ser fanáticos del rugby. El conocimiento de las jerarquías de categorías ha llevado al desarrollo del modelo común de identidad de grupo. Este modelo sugiere que el conflicto en un nivel de abstracción (p. Ej., entre los fanáticos del Manchester United y los fanáticos del Liverpool) podría mejorarse haciendo que se destaque un grupo superior más inclusivo.
Sin embargo, se ha observado que muy pocos grupos sociales pueden describirse en términos jerárquicos. Por ejemplo, el pueblo católico en Alemania no siempre puede considerarse una categoría subordinada de los alemanes, ya que hay personas católicas en todo el mundo. McGarty propone que el uso de la teoría de las jerarquías como principio organizador debe ser relajado. La propuesta alternativa es que los psicólogos sociales deberían buscar en las estructuras tipo Venn descripciones de la estructura social. La conciencia de las categorías sociales de corte cruzado ha permitido el desarrollo de nuevas estrategias de reducción de conflictos entre grupos.

### Motivación en la teoría
Brewer y Brown describen la teoría de la autocategorización como una "versión de la teoría de la identidad social" que es muy cognitiva y no está atenta a muchos procesos motivacionales y afectivos. Turner y Reynolds, en respuesta a este estilo de críticas, responden que describir la teoría de la autocategorización como un reemplazo de la teoría de la identidad social es un error, y que la teoría de la autocategorización siempre tuvo la intención de complementar la teoría de la identidad social. Turner y Reynolds también sostienen que dicho comentario descarta injustificadamente las preocupaciones motivacionales que se articulan en la teoría de la autocategorización.  Por ejemplo, la motivación para mantener categorías propias positivas y la motivación para lograr un consenso grupal.